# Campeonato Gaúcho 1960
In 1960 werd het 40ste Campeonato Gaúcho gespeeld voor voetbalclubs uit de Braziliaanse staat Rio Grande do Sul.Er werden regionale competities gespeeld en de kampioenen ontmoetten elkaar in de finaleronde die gespeeld werd van 22 januari 1961 tot 8 februari 1961. Grêmio werd kampioen. 

## Eindstand
| Plaats | Club        | Wed. | W | G | V | Saldo | Ptn. |
| ------ | ----------- | ---- | - | - | - | ----- | ---- |
| 1.     | Grêmio      | 6    | 5 | 1 | 0 | 27:3  | 11   |
| 2.     | Pelotas     | 6    | 4 | 1 | 1 | 16:13 | 9    |
| 3.     | Nacional    | 6 3  | 1 | 1 | 4 | 6:18  | 3    |
| 4.     | 14 de Julho | 6 1  | 0 | 1 | 5 | 4:19  | 1    |

## Kampioen
| Campeonato Gaúcho de 1960   |
| Porto Alegre                |
| --------------------------- |
| GRÊMIO Kampioen (12° titel) |